# Gayasan nationalpark
Gayasan nationalpark ligger i syd-centrala delen av Sydkorea. Den är uppkallad efter bergmassivet med samma namn och den högsta bergstoppen Sangwangbong ligger 1430 meter över havet. Nationalparken inrättades 1972 och den täcker en yta av 77 km². Skyddszonen ligger i den centrala delen av landet, cirka 220 km söder om huvudstaden Seoul.
Området är även av historisk betydelse med flera buddhistiska tempel. Till skyddsområdets 590 registrerade växtarter räknas några som är endemiska för Koreahalvön. Här hittas även rosenlilja, skogsstjärna och lackpion. Djurlivet utgörs av 22 däggdjursarter, 61 fågelarter, 11 groddjursarter, 5 kräldjursarter och 423 insektsarter.